# علف تسمه
علف تسمه (نام علمی: Enhalus acoroides) نام یک گونه از تیره تخت‌قورباغه‌ایان است.

## نگارخانه

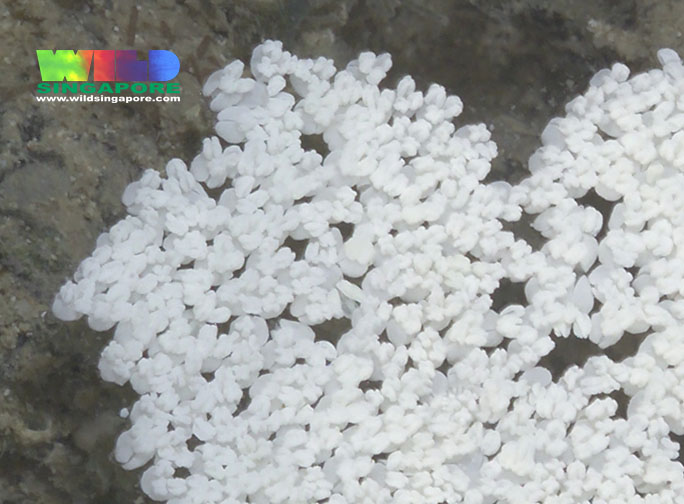
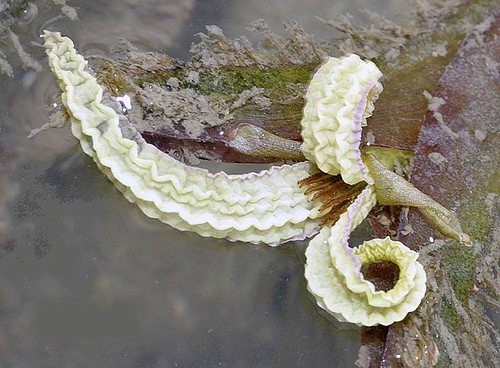